# Toni Martín
Toni Martín (Premià de Mar, Maresme, 31 de juliol de 1970) és autor i director teatral. Es va llicenciar en dramatúrgia i direcció escènica per l'Institut del Teatre. Ha estat un dels creadors, director i guionista dels Premis Butaca de teatre de Catalunya (1995-2022) L’any 2008 va guanyar el Premi Max al millor text en català amb Carme Portaceli i Roig per Fairy (Contes de fades).

## Obres
- Canvis (1995)
- Buits (2004)
- The Hamlet Circus (2009)
- Exposició (2010)
- Guapos o pobres  (2014)
- El gos Iago (2017)
- El sexe fort (2019)
- La diferencia inexistente (2020)
- Les capitalistes  (2021)
- Els privilegiats (2022)

## Direccions teatrals[calcitació]
- Poemas, canciones y “sombras” de Federico García Lorca (Espai l’Amistat)
- Desenterrats (Teatre Estudi - Institut del teatre -)
- No tinc por (Sala Muntaner)
- Caesar Project (Centre penitenciari Can Brians)
- The Hamlet Circus (Teatre Romea)
- Where is my home? (Espai l’Amistat)
- Marry me a little d’Stephen Sondheim (Teatre Lliure)
- Guapos i pobres  (Teatre Goya)
- La diferencia inexistente (Espai l’Amistat)